# 東寧墨蹟
《東寧墨蹟》為台灣日治時期出版的一本書畫圖錄，1933年5月輯成，編輯者林錫慶。本書畫圖錄收錄1932年《南瀛新報》全島書畫展參展作品與臺日收藏家之古今珍奇書畫、第六屆臺展入選作品、臺灣水彩展覽會作品，以及方洺個人展覽會書畫作品共285件。「東寧」係臺灣別稱，「墨蹟」即指書畫，本作品是呈現當時臺灣美術界狀況的一本書畫圖錄。